# TIFF 2019
Cea de-a 18-a ediție a Festivalului Internațional de Film Transilvania s-a desfășurat în perioada 31 mai - 9 iunie 2019 la Cluj-Napoca.
În competiția pentru Trofeul Transilvania au intrat 12 filme iar juriul a fost format din: regizorul canadian Denis Côté, producătoarea Anita Juka, directorul Festivalului Internațional de Film din Dublin, Grainne Humphreys, producătorul Mike Goodridge și regizorul și scenaristul român Constantin Popescu.
La ediția 2019 s-a lansat platforma TIFF Unlimited, care permite abonaților să vizioneze filmele selectate și după terminarea festivalului. Filmul de deschidere a festivalului a fost cel mai recent film regizat de Tudor Giurgiu, Parking.
Trofeul Transilvania este acordat filmului Monos de Alejandro Manes, premiul regizoral este acordat lui May el-Toukhy pentru Dama de cupă (Dronningen), iar premiul pentru cea mai bună interpretare este acordat lui Ingvar E. Sigurðsson pentru interpretarea sa în Alb cât vezi cu ochii (A White, White Day)

## Filmele din competiția oficială
| Titlu în engleză               | Titlu românesc                 | Țara      | Regizor              |
| ------------------------------ | ------------------------------ | --------- | -------------------- |
| Monos                          | Monos                          | Columbia  | Alejandro Landes     |
| A White, White Day             | Alb cât vezi cu ochii          | Islanda   | Hlynur Palmason      |
| Systemsprenger                 | Copilul-problemă               | Germania  | Nora Fingscheidt     |
| Aidiyet                        | Crimă în familie               | Turcia    | Burak Çevik          |
| Dronningen                     | Dama de cupă                   | Danemarca | May el-Toukhy        |
| Sin Fin                        | Fără sfârșit                   | Spania    | Cesar Esteban Alenda |
| Monștri.                       | Monștri.                       | România   | Marius Olteanu       |
| Chelovek, kotoryy udivil vsekh | Omul care i-a surprins pe toți | Rusia     | Alexey Chupov        |
| Παύση                          | Pauză                          | Cipru     | Tonia Mishiali       |
| Scarborough                    | Scarborough                    | Polonia   | Barnaby Southcombe   |
| Yumorist                       | Umoristul                      | Rusia     | Michael Idov         |
| L'homme fidèle                 | Un om fidel                    | Franța    | Louis Garrel         |

## Premii
- Trofeul Transilvania : Monos - Alejandro Landes
- Premiul de regie : May el-Toukhy - Dama de cupă (Dronningen)
- Premiul pentru cea mai bună interpretare : Ingvar E. Sigurðsson - Alb cât vezi cu ochii (A White, White Day)
- Premiul de popularitate : Copilul-problemă (Systemsprenger) - Nora Fingscheidt